# Manège militaire Salaberry
Le manège militaire Salaberry est un bâtiment militaire situé à Gatineau, au Québec (Canada). Cet édifice de 5 578 m2 sert de siège social au Régiment de Hull. Il est situé dans la zone ouest du secteur de Hull de la ville de Gatineau, sur un terrain de 2,08 ha. 

## Histoire
Le Régiment de Hull a été fondé le 7 août 1914. Le régiment sert de réserve au Corps blindé royal canadien et est le seul régiment francophone de la région de la capitale nationale. Cet édifice de style château a été construit en 1938 à partir les plans de l'architecte Lucien Sarra-Bournet.
Le manège militaire a été nommé en l'honneur du colonel Charles-Michel d'Irumberry de Salaberry, un des héros canadiens de la guerre de 1812. Il fait partie des douze manèges militaires construits durant l'entre-deux-guerres en raison de la réorganisation de la milice et de la création de nouvelles unités. Durant la Deuxième Guerre mondiale, il servit de local de recrutement.
Le manège militaire Salaberry a été désigné édifice fédéral du patrimoine le 13 mai 1993. 